# Єлецька Лозовка
Єлецька Лозовка (рос. Елецкая Лозовка) — село в Хлевенському районі Липецької області Російської Федерації.
Населення становить 1044  особи. Належить до муніципального утворення Єлецько-Лозовська сільрада.

## Історія
З 13 червня 1934 до 1954 року у складі Воронезької області. Відтак входить до складу Липецької області.
Згідно із законом від 2 липня 2004 року №114-оз органом місцевого самоврядування є Єлецько-Лозовська сільрада.

## Населення
| 1859  | 1897  | 2009  | 2010  | 2012  | 2013  | 2014  |
| ----- | ----- | ----- | ----- | ----- | ----- | ----- |
| 1906  | ↗2830 | ↘1195 | ↘1135 | ↘1096 | ↘1076 | ↘1064 |
| 2015  | 2016  | 2017  | 2018  |       |       |       |
| ↗1075 | ↘1059 | ↘1050 | ↘1044 |       |       |       |